# Контрапункт
Контрапункт (от латински: punctus contra punctum, „точка срещу точка“) в музиката е отношението между два или повече регистъра на обем на музикални тонове, които са независими като контури и ритъм, но са хармонично взаимнозависими (полифония). Контрапунктът най-често се свързва с класическата музика, развивайки се силно през Ренесанса и особено през барока.
В музикалната наука – учение за едновременно движение на няколко самостоятелни гласове, образуващи едно хармонично цяло. Характерни форми на контрапункта са фугата и канонът.

## В литературата
В литературата – противопоставяне на няколко сюжетни линии.
„Контрапункт“ е и заглавието на роман на английския писател Олдъс Хъксли от 1928 г.